# Bosc Comunal d'Estavar
El Bosc Comunal d'Estavar (oficialment en francès Forêt communale d'Estavar) és un bosc del terme comunal d'Estavar, a la comarca de l'Alta Cerdanya, de la Catalunya del Nord.
El bosc, de 0,97 km² està situat a la zona central - occidental del terme comunal, al nord del poble d'Estavar. La carretera D - 33f corre en paral·lel al bosc i el travessa en alguns trams.
El bosc està sotmès a una explotació gestionada per la comuna d'Estavar, atès que es bosc és propietat comunal. Té el codi F16237M dins de l'ONF (Office national des forêts).